# Lijst van voetbalinterlands Slovenië - Uruguay
Deze lijst van voetbalinterlands is een overzicht van alle officiële voetbalwedstrijden tussen de nationale teams van Slovenië en Uruguay. De landen speelden tot op heden twee keer tegen elkaar. De eerste ontmoeting, een vriendschappelijke wedstrijd, werd gespeeld in Koper op 28 februari 2001. Het laatste duel, eveneens een vriendschappelijke wedstrijd, vond plaats op 4 juni 2014 in Montevideo.

## Wedstrijden
| № | Plaats     | Datum            | Competitie        | Wedstrijd          | Uitslag |
| - | ---------- | ---------------- | ----------------- | ------------------ | ------- |
| 1 | Koper      | 28 februari 2001 | Vriendschappelijk | Slovenië – Uruguay | 0 – 2   |
| 2 | Montevideo | 4 juni 2014      | Vriendschappelijk | Uruguay − Slovenië | 2 − 0   |

## Samenvatting
| Competitie        | Totaal gespeeld | Winst Slovenië | Gelijk | Winst Uruguay | Doelsaldo Slovenië – Uruguay |
| ----------------- | --------------- | -------------- | ------ | ------------- | ---------------------------- |
| Vriendschappelijk | 2               | 0              | 0      | 2             | 0 − 4                        |
| Totaal            | 2               | 0              | 0      | 2             | 0 − 4                        |

## Details

### Eerste ontmoeting
De eerste ontmoeting tussen de nationale voetbalploegen van Slovenië en Uruguay vond plaats op 28 februari 2001. Het vriendschappelijke duel, bijgewoond door 4.000 toeschouwers, werd gespeeld in het Bonifikastadion in Koper en stond onder leiding van scheidsrechter Anton Stredák uit Slowakije. Hij deelde zes gele kaarten uit. Bij Slovenië maakte verdediger Matej Šnofl (HIT Nova Gorica) zijn debuut voor de nationale ploeg.
| Vriendschappelijk (Koper, Slovenië, 28 februari 2001): |              | |
| Slovenië | 0 – 2        | Uruguay |
| | goals        | 23' Nicolás Olivera 87' Marcelo Zalayeta |
| Srečko Katanec | bondscoach   | Víctor Púa |
| Marko Simeunovič Matej Šnofl Aleksander Knavs Muamer Vugdalič Džoni Novak 80' Aleš Čeh 71' Zlatko Zahovič Miran Pavlin Ermin Šiljak 46' Mladen Rudonja 59' Milenko Ačimović 76' | opstellingen | Fabián Carini Gustavo Méndez Gonzalo Sorondo Paolo Montero 89' Darío Rodríguez Andrés Fleurquin Pablo García Gianni Guigou Álvaro Recoba Nicolás Olivera 59' Darío Silva |
| Sebastjan Cimirotič 46' Rajko Tavčar 59' Zoran Pavlovič 71' Milan Osterc 76' Saša Gajser 80'                                                                                    | wissels      | 59' Marcelo Zalayeta 89' Gustavo Varela |
| Muamer Vugdalič 4' Ermin Šiljak 32' Miran Pavlin 56' | gele kaarten | 53' Gustavo Méndez 65' Gianni Guigou 75' Gonzalo Sorondo |

### Tweede ontmoeting
De tweede ontmoeting tussen de nationale voetbalploegen van Slovenië en Uruguay vond plaats op 4 juni 2014. Het vriendschappelijke duel, bijgewoond door 55.000 toeschouwers, werd gespeeld in het Estadio Centenario in Montevideo en stond onder leiding van scheidsrechter Juan Carlos Loustau uit Argentinië. Hij deelde vijf gele kaarten uit. Bij Slovenië maakte Rajko Rotman (NK Rudar Velenje) zijn debuut voor de nationale ploeg. Het was voor Uruguay de laatste oefenwedstrijd voor de start van het Wereldkampioenschap voetbal 2014 in Brazilië, waar de ploeg het in de eerste wedstrijd moest opnemen tegen Costa Rica.
| Vriendschappelijk (Montevideo, Uruguay, 4 juni 2014): |              | |
| Uruguay | 2 – 0        | Slovenië |
| Edinson Cavani 37' Christian Stuani 76' | goals        | |
| Oscar Tabárez | bondscoach   | Srečko Katanec |
| Fernando Muslera Maximiliano Pereira 46' Diego Lugano Diego Godín 46' Martín Cáceres Gastón Ramírez 46' Walter Gargano 46' Egidio Arévalo Cristian Rodríguez 75' Edinson Cavani Diego Forlán | opstellingen | Samir Handanovič 83' Mišo Brečko Miral Samardžić Boštjan Cesar Bojan Jokić Rajko Rotman 70' Dalibor Stevanovič 75' Josip Iličić Jasmin Kurtić 61' Andraž Kirm 67' Milivoje Novakovič |
| Jorge Fucile 46' José María Giménez 59' 81' Cristhian Stuani 46' Álvaro González 46' Álvaro Pereira 75' Sebastián Coates 81'                                                                 | wissels      | 61' Nejc Pečnik 67' Roman Bezjak 70' Aleš Mertelj 75' Dejan Lazarević 83' Andraž Struna                                                                                              |
| Edinson Cavani 56' José María Giménez 56' | gele kaarten | 8' Rajko Rotman 53' Mišo Brečko 75' Aleš Mertelj |

NZS · A-internationals · Bondscoaches · Selecties · Statistieken · Sloveens vrouwenelftal · Olympisch elftal · Slovenië U21 · Slovenië U20 · Slovenië U19 · Slovenië U18 · Slovenië U17 · Slovenië U16
1991 – 1999 ·
2000 – 2009 ·
2010 – 2019 ·
2020 − 2029
EK's: 1996 · 
2000 · 
2004 · 
2008 · 
2012 · 
2016 · 
2020 · 
2024
WK's: 1998 · 
2002 · 
2006 · 
2010 · 
2014 · 
2018 ·
2022
1991 · 
1992 · 
1993 · 
1994 · 
1995 · 
1996 · 
1997 · 
1998 · 
1999 · 
2000 · 
2001 · 
2002 · 
2003 · 
2004 · 
2005 · 
2006 · 
2007 · 
2008 · 
2009 · 
2010 · 
2011 · 
2012 · 
2013 · 
2014 · 
2015 · 
2016 · 
2017 · 
2018 ·
2019 ·
2020 ·
2021 ·
2022 ·
2023 ·
2024
Albanië ·
Algerije ·
Argentinië ·
Armenië ·
Australië ·
Azerbeidzjan ·
België ·
Bosnië en Herzegovina ·
Bulgarije ·
Canada ·
China ·
Colombia ·
Cyprus ·
Denemarken ·
Duitsland ·
Engeland ·
Estland ·
Faeröer ·
 Finland ·
Frankrijk ·
Georgië ·
Ghana ·
Gibraltar ·
Griekenland ·
Honduras ·
Hongarije ·
IJsland ·
Israël ·
Italië ·
Ivoorkust ·
Joegoslavië ·
Kazachstan ·
Kosovo ·
Kroatië ·
Letland ·
Litouwen ·
Luxemburg ·
Malta ·
Mexico ·
Moldavië ·
Montenegro ·
Nederland ·
Nieuw-Zeeland ·
Noord-Ierland ·
Noord-Macedonië ·
Noorwegen ·
Oekraïne ·
Oman ·
Oostenrijk ·
Paraguay ·
Polen ·
Portugal ·
Qatar ·
Roemenië ·
Rusland ·
San Marino ·
Saoedi-Arabië ·
Schotland ·
Servië ·
Servië en Montenegro ·
Slowakije ·
Spanje ·
Trinidad en Tobago ·
Tsjechië ·
Tunesië ·
Turkije · 
Uruguay ·
Verenigde Arabische Emiraten ·
Verenigde Staten ·
Wales ·
Wit-Rusland ·
Zuid-Afrika ·
Zweden ·
Zwitserland
Algerije (2010) · 
Engeland (2010) · 
Paraguay (2002) · 
Spanje (2002) · 
Verenigde Staten (2010) · 
Zuid-Afrika (2002)
AUF · A-internationals · Selecties · Bondscoaches · Uruguayaans vrouwenelftal · Olympisch elftal · Uruguay U21 · Uruguay U20 · Uruguay U19 · Uruguay U18 · Uruguay U17
1900 – 1909 ·
1910 – 1919 ·
1920 – 1929 ·
1930 – 1939 ·
1940 – 1949 ·
1950 – 1959 ·
1960 – 1969 ·
1970 – 1979 ·
1980 – 1989 ·
1990 – 1999 ·
2000 – 2009 ·
2010 – 2019 ·
2020 – 2029
WK 1930 · 
WK 1950 · 
WK 1954 · 
WK 1962 · 
WK 1966 · 
WK 1970 ·
WK 1974 · 
WK 1986 · 
WK 1990 · 
WK 2002 · 
WK 2010 · 
WK 2014 · 
WK 2018
OS 1924 · 
OS 1928 ·
OS 2012
1902 · 
1903 · 
1904 · 
1905 · 
1906 · 
1907 · 
1908 · 
1909 ·
1910 · 
1911 · 
1912 · 
1913 · 
1914 · 
1915 · 
1916 · 
1917 · 
1918 · 
1919 ·
1920 · 
1921 · 
1922 · 
1923 · 
1924 · 
1925 · 
1926 · 
1927 · 
1928 · 
1929 ·
1930 · 
1931 · 
1932 · 
1933 · 
1934 · 
1935 · 
1936 · 
1937 · 
1938 · 
1939 ·
1940 · 
1941 · 
1942 · 
1943 · 
1944 · 
1945 · 
1946 · 
1947 · 
1948 · 
1949 ·
1950 · 
1951 · 
1952 · 
1953 · 
1954 · 
1955 · 
1956 · 
1957 · 
1958 · 
1959 ·
1960 · 
1961 · 
1962 · 
1963 · 
1964 · 
1965 · 
1966 · 
1967 · 
1968 · 
1969 ·
1970 · 
1971 · 
1972 · 
1973 · 
1974 · 
1975 · 
1976 · 
1977 · 
1978 · 
1979 ·
1980 · 
1981 · 
1982 · 
1983 · 
1984 · 
1985 · 
1986 · 
1987 · 
1988 · 
1989 ·
1990 ·
1991 · 
1992 · 
1993 · 
1994 · 
1995 · 
1996 · 
1997 · 
1998 · 
1999 · 
2000 · 
2001 · 
2002 · 
2003 · 
2004 · 
2005 · 
2006 · 
2007 · 
2008 · 
2009 · 
2010 · 
2011 · 
2012 · 
2013 · 
2014 · 
2015 · 
2016 ·
2017 ·
2018 ·
2019 ·
2020 ·
2021 ·
2022 ·
2023 ·
2024
Algerije ·
Angola ·
Argentinië ·
Australië ·
België ·
Bolivia ·
Brazilië ·
Bulgarije ·
Canada ·
Chili ·
China ·
Colombia ·
Costa Rica ·
Cuba ·
DDR ·
Denemarken ·
Duitsland ·
Ecuador ·
Egypte ·
Engeland ·
Estland ·
 Finland ·
Frankrijk ·
Georgië ·
Ghana ·
Guatemala ·
Haïti ·
Honduras ·
Hongarije ·
Ierland ·
India ·
Indonesië ·
Irak ·
Iran ·
Israël ·
Italië ·
Ivoorkust ·
Jamaica ·
Japan ·
Joegoslavië ·
Jordanië ·
Libië ·
Luxemburg ·
Maleisië ·
Mexico ·
Marokko ·
Nederland ·
Nicaragua ·
Nieuw-Zeeland ·
Nigeria ·
Noord-Ierland ·
Noorwegen ·
Oekraïne ·
Oezbekistan ·
Oman ·
Oostenrijk ·
Panama ·
Paraguay ·
Peru ·
Polen ·
Portugal ·
Roemenië ·
Rusland ·
Saarland ·
Saoedi-Arabië ·
Schotland ·
Senegal ·
Servië & Montenegro ·
Singapore ·
Slovenië ·
Sovjet-Unie ·
Spanje ·
Tahiti ·
Thailand ·
Trinidad en Tobago · 
Tsjechië ·
Tsjecho-Slowakije ·
Tunesië · 
Turkije ·
Venezuela ·
Verenigde Arabische Emiraten ·
Verenigde Staten ·
Wales ·
Zuid-Afrika ·
Zuid-Korea ·
Zweden ·
Zwitserland
Argentinië (1986) ·
België (1990) ·
Brazilië (1950) · 
Colombia (2014) ·
Costa Rica (2014) ·
Denemarken (1986) ·
Denemarken (2002) ·
Duitsland (2010) ·
Egypte (2018) ·
Engeland (2014) ·
Frankrijk (2002) ·
Frankrijk (2010) ·
Frankrijk (2018) ·
Ghana (2010) ·
Italië (1990) ·
Italië (2014) ·
Mexico (2010) ·
Nederland (1974) ·
Nederland (2010) ·
Portugal (2018) ·
Rusland (2018) ·
Saoedi-Arabië (2018) ·
Schotland (1986) ·
Senegal (2002) ·
Spanje (1990) ·
West-Duitsland (1986) ·
Zuid-Afrika (2010) ·
Zuid-Korea (1990) ·
Zuid-Korea (2010)